# Friedrich-August-medaille

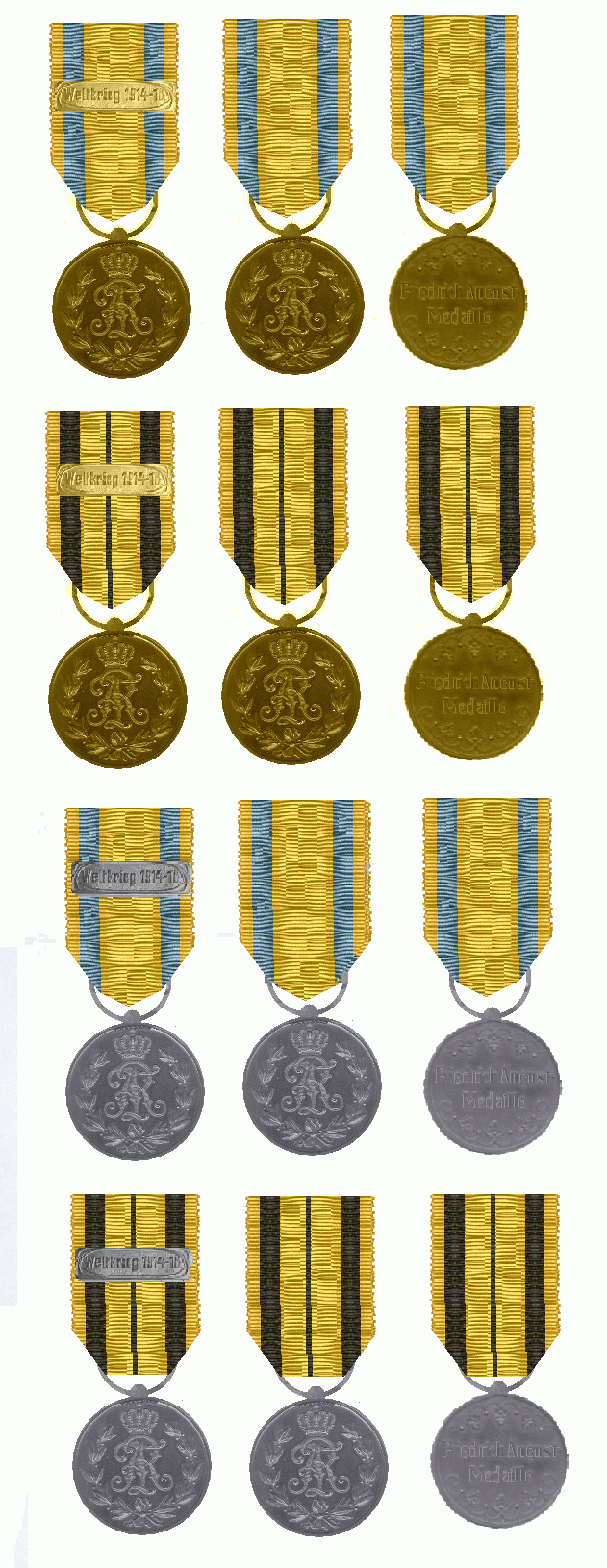
Medailles aan het geel met blauwe oorlogslint en het zwart met gele vredeslint met en zonder de gesp

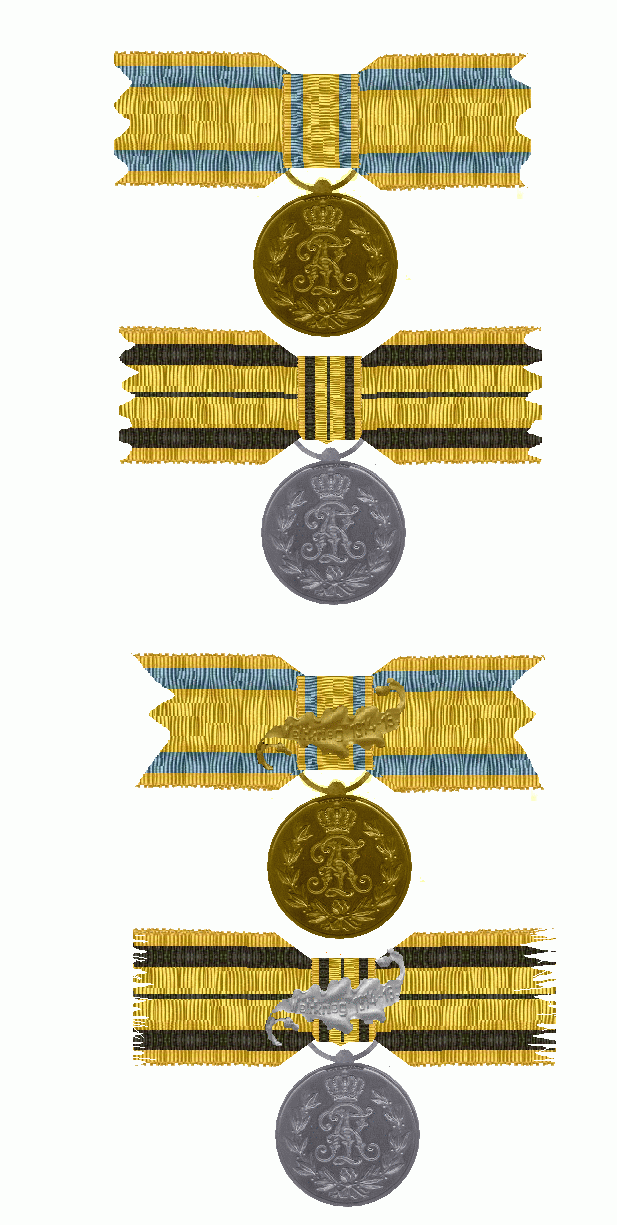
Friedrich-August-Medaille aan de strik

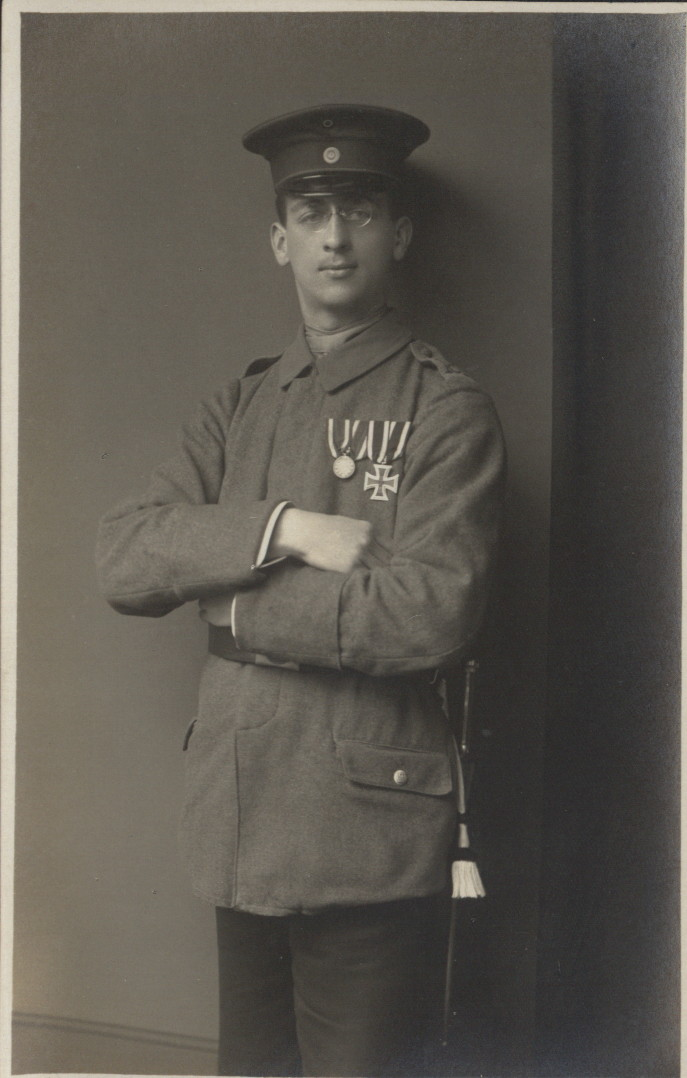
Onderofficier met de Friedrich-August-Medaille en het IJzeren Kruis IIe Klasse

De Friedrich-August-medaille of Frederik Augustmedaille (Duits: Friedrich-August-Medaille) was een onderscheiding van het koninkrijk Saksen. Dit militaire ereteken werd in twee graden, als zilveren of bronzen medaille, aan mannen en sinds 4 augustus 1910 ook aan vrouwen, verleend voor verdiensten voor het Saksische leger. De medaille werd in 1905 ingesteld en hield in 1918, met de val van de Saksische monarchie, op te bestaan.

## Geschiedenis
Vanaf de stichting werd de medaille aan een vredeslint en aan een oorlogslint toegekend. In de Eerste Wereldoorlog werden zilveren of bronzen gespen met de tekst "Weltkrieg 1914-1916" toegekend die voor de vrouwen de vorm van een eikenblad kregen. De gesp voor de mannen was rechthoekig en was in de "jugendstil" uitgevoerd.
Het 19e-eeuwse Duitsland was streng in rangen en standen verdeeld. Koning Frederik August III van Saksen verleende zijn ridderorde voor moed en trouw, de Militaire Orde van Sint-Hendrik niet aan onderofficieren of soldaten. Vandaar dat deze medaille als "Anerkennung verdienstlicher Leistungen bei Mannschaften vom Feldwebel abwärts und diesen im Range gleichstehenden Zivilpersonen im Kriege und Frieden" werd ingesteld. Ook in de Saksische burgermaatschappij was de medaille bedoeld voor de laagste maatschappelijke klassen. In de praktijk was de zilveren medaille gereserveerd voor de onderofficieren zoals sergeanten en werd de bronzen medaille aan de soldaten en korporaals verleend.
De op 22 mei 1916 ingestelde gespen waren gelijk aan die van de Carola-medaille. Nimmergut vermeldt in zijn catalogus alleen gespen met het opschrift "Weltkrieg 1914-16". Op de website "Sachsens-Orden" worden ook gespen met het opschrift "Weltkrieg 1914-18" vermeld.
Op de voorzijde van de medaille staat het gekroonde monogram van de stichter koning Frederik August III binnen een lauwerkrans. Op de keerzijde staat de tekst "Friedrich-August-Medaille" binnen een krans van wijnruit. De wijnruit is het symbool van het Saksische koningshuis der Wettiner. Het stempel was door de stempelsnijder Max Barduleck (1846–1923) vervaardigd. De gesp is 32 × 8 millimeter groot.
De gedecoreerden ontvingen tot 17 april 1915 behalve de medaille in een cassette ook een diploma. Daarna ontvingen zij een afdruk van het decreet waarin zij werden genoemd.
Op 17 april 1915 gaf de Saksische koning zijn onderdanen toestemming om het lint ook als knoopsgatversiering op het revers van een jas te dragen. Men droeg de medaille na de Saksische orden, de zeldzame medailles van de Militaire Orde van Sint-Hendrik en het Algemene Ereteken. Een foto laat zien dat men de bronzen medaille ook bleef dragen wanneer men de zilveren medaille had verworven.
Toen de Saksische monarchie in november 1918 omver werd geworpen bleven militairen, geüniformeerde ambtenaren en de conservatievere burgers de medailles van het koninkrijk Saksen gewoon dragen. Ook in de Bondsrepubliek Duitsland mocht de medaille worden gedragen, maar in de zogenaamde DDR niet.

## Uitvoeringen
De slechte toestand van de Duitse oorlogseconomie en het tekort aan materiaal bracht met zich mee dat de medailles in de tweede helft van de Eerste Wereldoorlog in goedkope "oorlogsmetalen" werden geslagen. Er zijn:
- Medailles in zilver aan het oorlogslint

Deze medailles zijn in zilver of verzilverd brons geslagen
- Medailles in zilver aan het vredeslint

Deze medailles zijn in zilver, in argentan of verzilverd brons geslagen
- Medailles in zilver aan het oorlogslint met de zilveren gesp

Deze medailles en de gespen zijn in zilver, in argentan of verzilverd brons geslagen, Vanaf het voorjaar van 1918 waren de "zilveren" gespen van tombak.
- Medailles in zilver aan een strik van het oorlogslint met de zilveren gesp

Deze medailles en de gespen zijn in zilver, in argentan of verzilverd brons geslagen
- Medailles in brons aan het vredeslint

Deze medailles zijn in geoxideerd brons, in gebronzeerd koper of gebronzeerd ijzer geslagen
- Medailles in brons aan het oorlogslint
- Medailles in brons aan het oorlogslint met de bronzen gesp

Deze medailles en de gespen zijn in geoxideerd brons, in gebronzeerd koper of gebronzeerd ijzer geslagen
- Medailles in brons aan een strik van het oorlogslint met de bronzen gesp

Deze medailles zijn in brons, in tombak, en in koper geslagen.
De bronzen medailles wegen niet meer dan 9,6 gram. Dat is voor een medaille met een doorsnee van 285 millimeter erg licht.
Het aantal gedecoreerden
De medaille is, gezien het grote aantal onderscheidingen dat door de Duitse regeringen in de Eerste Wereldoorlog werd verleend, vrij spaarzaam uitgereikt. Men reikte ongeveer 6900 zilveren medailles aan het vredeslint uit waarvan 3100 een gesp droegen.
De bronzen gesp werd tussen 1916 en 1918 1200 maal verleend.
Er zijn ongeveer 240.000 bronzen medailles en 100.000 zilveren medailles geslagen. Ter vergelijking, van het IJzeren Kruis werden naar schatting 5 miljoen Kruisen der IIe klasse en 218.000 kruisen der Ie klasse verleend.
Slechts 2800 bronzen medailles werden aan het vredeslint uitgereikt. Daarvan kregen 1200 ook de gesp.
Men heeft ook in oorlogstijd medailles aan het vredeslint toegekend, die waren met name bestemd voor non-combattanten.

## Draagwijze
De gespen in de vorm van een eikenblad zoals die door vrouwen werden gedragen zijn vrij zeldzaam. Tussen 1916 en 1918 werden ongeveer 450 zilveren en 160 bronzen eikenbladeren toegekend. Ook deze gespen zijn vaak van tombak in plaats van brons. Er zijn medailles met de eikentak bekend die niet in een strik zijn opgemaakt, deze vrouwen droegen de medaille op een uniform.
Men ziet de medaille op Saksische legeruniformen soms vóór en soms na het IJzeren Kruis gedragen worden. Op het dagelijkse uniform werd het bezit van de Friedrich-August-Medaille aangegeven door een baton te dragen. De bezitters van een gesp droegen een miniatuur van de gesp op het lint.
In Saksen was het niet ongebruikelijk om de medaille in een driehoek te laten opmaken. Daarmee werd de Oostenrijkse traditie gevolgd. Saksen was tot aan de nederlaag in 1866 een bondgenoot van het keizerrijk Oostenrijk geweest. De medaille werd ook aan een U-vormig lint, in Pruisische stijl, op de borst gedragen. Daarnaast was er de gewoonte om het lint over een vierkant stukje karton of blik te draperen en de ring van de medaille aan de achterkant van deze constructie te bevestigen. Tot slot was er de mogelijkheid om de Friedrich-August-medaille als modelversiersel te dragen wat inhoudt dat men de medaille droeg zoals men hem ontving; aan een verticaal hangend gevouwen lint op de linkerborst. Wanneer men meerdere onderscheidingen ontving was het gebruikelijk om de linten door een juwelier of kleermaker op te laten maken tot een soort broche.
Op rokkostuums droegen de heren miniaturen, kleine uitvoeringen van de medaille aan een lintje of een ketting. Er zijn ook miniaturen van de Friedrich-August-Medaille medaille met miniatuurgespen in de handel gebracht. Wanneer de heren een rokkostuum met miniaturen droegen lieten de dames zich hun strik op de linkerschouder spelden.
Omdat veel soldaten en burgers uit de Eerste Wereldoorlog later ook in de Tweede Wereldoorlog hebben gevochten of zich achter het Duitse front verdienstelijk maakten komt de medaille op grote sets opgemaakte onderscheidingen voor in combinatie met medailles uit de oorlogen van 1866 en 1870, maar ook samen met de van een hakenkruis voorziene onderscheidingen van het Derde Rijk.

## Weblinks
- Afbeelding op  (gearchiveerd)

Orde van de Kroon van Wijnruit ·
Militaire Orde van Sint-Hendrik ·
Orde van Burgerlijke Verdienste ·
Albrechtsorde ·
Maria-Anna-orde ·
Sidonia-orde ·
Orde van Verdienste

Zie ook: Ridderorden in Saksen